# Clásica de San Sebastián

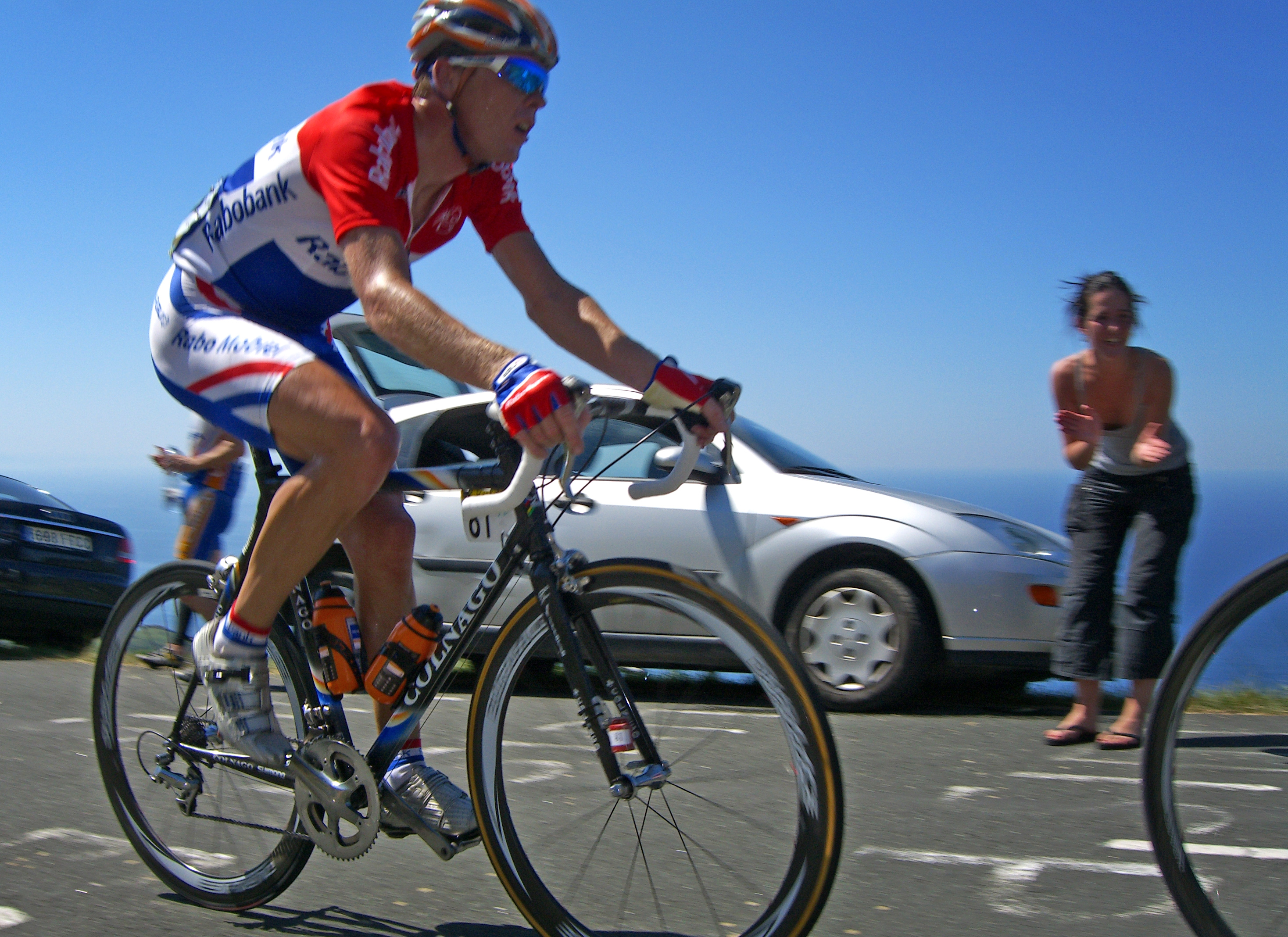
Koos Moerenhout na Clásice de San Sebastián.

Donostia-Donostia Klasikoa–Clásica San Sebastián-San Sebastián je jednodenní cyklistický závod konaný v provincii San Sebastián ve Španělsku. První ročník se konal v roce 1981 a od té doby se koná závod každý rok v srpnu, s výjimkou roku 2020, kdy musel být zrušen kvůli pandemii koronaviru. Je to tradičně závod pro vrchaře a startovní pole často zahrnuje několik Grand Tourových jezdců bojujících o vítězství. 
Clásica de San Sebastián je známá svým zvlněným terénem, který sedí útočnými jezdcům. Současná trasa je dlouhá přibližně 220 km a zahrnuje těžké stoupání Alto de Jaizkibel okolo dvoustého kilometru. Závod byl součástí UCI Road World Cup (jenž existoval mezi lety 1989 a 2004) a následně i jedním ze závodů UCI ProTour, později UCI World Tour.

## Seznam vítězů
| Rok  | Země                                | Jezdec                              | Tým                                 |
| ---- | ----------------------------------- | ----------------------------------- | ----------------------------------- |
| 1981 | Španělsko                           | Marino Lejarreta                    | Teka                                |
| 1982 | Španělsko                           | Marino Lejarreta                    | Teka                                |
| 1983 | Belgie                              | Claude Criquielion                  | Splendor                            |
| 1984 | Švýcarsko                           | Niki Rüttimann                      | La Vie Claire                       |
| 1985 | Nizozemsko                          | Miguel Ángel Martínez               | Španělsko (národní tým)             |
| 1986 | Španělsko                           | Miguel Ángel Martínez               | Španělsko (národní tým)             |
| 1987 | Španělsko                           | Marino Lejarreta                    | Caja Rural                          |
| 1988 | Nizozemsko                          | Gert-Jan Theunisse                  | PDM–Ultima–Concorde                 |
| 1989 | Rakousko                            | Gerhard Zadrobilek                  | 7-Eleven                            |
| 1990 | Španělsko                           | Miguel Indurain                     | Banesto                             |
| 1991 | Itálie                              | Gianni Bugno                        | Chateau d'Ax–Gatorade               |
| 1992 | Mexiko                              | Raúl Alcalá                         | PDM–Concorde                        |
| 1993 | Itálie                              | Claudio Chiappucci                  | Carrera Jeans–Tassoni               |
| 1994 | Francie                             | Armand de Las Cuevas                | Castorama                           |
| 1995 | Spojené státy                       | Lance Armstrong                     | Motorola                            |
| 1996 | Německo                             | Udo Bölts                           | Team Telekom                        |
| 1997 | Itálie                              | Davide Rebellin                     | Française des Jeux                  |
| 1998 | Itálie                              | Francesco Casagrande                | Cofidis                             |
| 1999 | Itálie                              | Francesco Casagrande                | Vini Caldirola                      |
| 2000 | Nizozemsko                          | Erik Dekker                         | Rabobank                            |
| 2001 | Francie                             | Laurent Jalabert                    | CSC–Tiscali                         |
| 2002 | Francie                             | Laurent Jalabert                    | CSC–Tiscali                         |
| 2003 | Itálie                              | Paolo Bettini                       | Quick-Step–Innergetic               |
| 2004 | Španělsko                           | Miguel Ángel Martín Perdiguero      | Saunier Duval–Prodir                |
| 2005 | Španělsko                           | Constantino Zaballa                 | Saunier Duval–Prodir                |
| 2006 | Španělsko                           | Xavier Florencio                    | Bouygues Télécom                    |
| 2007 | Španělsko                           | Juan Manuel Gárate                  | Quick-Step–Innergetic               |
| 2008 | Španělsko                           | Alejandro Valverde                  | Caisse d'Epargne                    |
| 2009 | Česko                               | Roman Kreuziger                     | Liquigas                            |
| 2010 | Španělsko                           | Luis León Sánchez                   | Caisse d'Epargne                    |
| 2011 | Belgie                              | Philippe Gilbert                    | Omega Pharma–Lotto                  |
| 2012 | Španělsko                           | Luis León Sánchez                   | Rabobank                            |
| 2013 | Francie                             | Tony Gallopin                       | RadioShack–Leopard                  |
| 2014 | Španělsko                           | Alejandro Valverde                  | Movistar Team                       |
| 2015 | Spojené království                  | Adam Yates                          | Orica–GreenEDGE                     |
| 2016 | Nizozemsko                          | Bauke Mollema                       | Trek–Segafredo                      |
| 2017 | Polsko                              | Michał Kwiatkowski                  | Team Sky                            |
| 2018 | Francie                             | Julian Alaphilippe                  | Quick-Step Floors                   |
| 2019 | Belgie                              | Remco Evenepoel                     | Deceuninck–Quick-Step               |
| 2020 | Nejelo se kvůli pandemii covidu-19. | Nejelo se kvůli pandemii covidu-19. | Nejelo se kvůli pandemii covidu-19. |
| 2021 | Spojené státy                       | Neilson Powless                     | EF Education–Nippo                  |
| 2022 | Belgie                              | Remco Evenepoel                     | Quick-Step–Alpha Vinyl              |
| 2023 | Belgie                              | Remco Evenepoel                     | Soudal–Quick-Step                   |
| 2024 | Švýcarsko                           | Marc Hirschi                        | UAE Team Emirates                   |
| 2025 | Itálie                              | Giulio Ciccone                      | Lidl–Trek                           |

### Vícenásobní vítězové
Jezdci psaní kurzívou jsou stále aktivní
| Vítězství | Jezdec                     | Ročníky          |
| --------- | -------------------------- | ---------------- |
| 3         | Marino Lejarreta (ESP)     | 1981, 1982, 1987 |
| 3         | Remco Evenepoel (BEL)      | 2019, 2022, 2023 |
| 2         | Francesco Casagrande (ITA) | 1998, 1999       |
| 2         | Laurent Jalabert (FRA)     | 2001, 2002       |
| 2         | Luis León Sánchez (ESP)    | 2010, 2012       |
| 2         | Alejandro Valverde (ESP)   | 2008, 2014       |

### Vítězství podle zemí
| Vítězství | Země                                                    |
| --------- | ------------------------------------------------------- |
| 12        | Španělsko                                               |
| 7         | Itálie                                                  |
| 5         | Belgie Francie                                          |
| 4         | Nizozemsko                                              |
| 2         | USA Švýcarsko                                           |
| 1         | Česko Německo Mexiko Polsko Rakousko Spojené království |